# (200291) 2000 AW108
(200291) 2000 AW108 es un asteroide perteneciente al cinturón de asteroides descubierto el 5 de enero de 2000 por el equipo del Lincoln Near-Earth Asteroid Research desde el Laboratorio Lincoln, Socorro, Nuevo México, Estados Unidos.

## Designación y nombre
Designado provisionalmente como 2000 AW108.

## Características orbitales
2000 AW108 está situado a una distancia media del Sol de 2,807 ua, pudiendo alejarse hasta 3,219 ua y acercarse hasta 2,396 ua. Su excentricidad es 0,146 y la inclinación orbital 10,47 grados. Emplea 1718,66 días en completar una órbita alrededor del Sol.

## Características físicas
La magnitud absoluta de 2000 AW108 es 15,6. 